# 楢崎政友
楢崎 政友（ならさき まさとも）は、戦国時代から江戸時代にかけての武将。楢崎氏は備後国芦田郡久佐の朝山二子城（楢崎城）を本拠とした国人で、毛利氏の家臣となる。

## 生涯
備後国芦田郡久佐を本拠とした国人である楢崎豊景の次男・楢崎景政の次男として生まれ、毛利輝元に仕えた。
慶長2年（1597年）から始まる慶長の役において、政友は従兄弟の元兼（伯父・信景の嫡男）や元好（叔父・景好の長男）らと共に毛利秀元に従って朝鮮に渡った。元兼は嗣子のいないまま同年9月18日に朝鮮で病死し、従兄弟の元好が後を継いだ。また、政友の兄である政忠も朝鮮で戦死したため、政友が父・景政の後継となった。
政友は、慶長2年（1597年）12月22日から慶長3年（1598年）1月4日にかけて行われた第一次蔚山城の戦いにおいて功を挙げた。これにより、第一次蔚山城の戦いで功のあった毛利氏家臣を賞した、慶長3年（1598年）1月25日付の豊臣秀吉の朱印状に政友の名（楢崎清吉）も記されている。
後に暇を下されて牢人となり、長門国豊浦郡の赤間関に住した。没年は不詳。